# Sakina Binti

## Biographie
Maguy Sakina Binti Selemani, née dans la province de Maniema, est une personnalité politique de la République démocratique du Congo. Dans le gouvernement Matata I, elle a occupé le poste de vice-ministre de la Justice et des Droits humains en fonction du 6 mars 2012 au 7 décembre 2012, sous la présidence de Joseph Kabila et le Premier ministre Augustin Matata Ponyo. 

## Parcours politique
En tant que vice-ministre de la Justice et des Droits humains, Sakina Binti a mené plusieurs missions d'inspection dans les établissements pénitentiaires à travers la République démocratique du Congo, mettant en lumière les conditions de détention souvent déplorables.
En août 2012, lors d'une visite à Uvira et Bukavu dans le Sud-Kivu, elle a dénoncé le surpeuplement carcéral et le manque de nourriture dans les prisons, promettant de faire rapport au gouvernement pour trouver des solutions. 
En septembre 2012, elle a installé à Mbuji-Mayi une structure de concertation entre la société civile et le gouvernement pour lutter contre la torture au Kasaï-Oriental, dans le cadre de la vulgarisation de la loi criminalisant la torture. 
En juin 2013, lors d'une visite à la prison de Buluwo à Likasi, elle a déploré la surpopulation et a demandé au procureur de créer une commission pour analyser les dossiers des détenus susceptibles d'être libérés afin de désengorger la prison.  
En août 2014, à Kisangani, elle a constaté des conditions carcérales déplorables, des cas de détentions arbitraires et l'absence de procès-verbaux pour certains détenus. Elle a promis d'organiser des ateliers de sensibilisation pour les forces de l'ordre et de sanctionner les officiers de police judiciaire en cas de récidive. 
En juin 2014, accompagnée du Bureau conjoint des Nations unies aux droits de l’homme, elle a visité 57 cachots de la police à Kinshasa, rencontrant 614 détenus. À l'issue de ces visites, 91 personnes arrêtées arbitrairement ont été libérées, et deux officiers de police judiciaire ont été arrêtés pour arrestations arbitraires.

## Engagements sociaux
En décembre 2012, Sakina Binti, aux côtés de la ministre du Genre Geneviève Inagosi, s'est rendue à Goma pour apporter le soutien du gouvernement aux victimes des affrontements entre militaires et rebelles du M23, notamment les femmes et les enfants.

## Activité politique récente
En avril 2024, Sakina Binti a été radiée de l'Union Nationale des Fédéralistes du Congo (UNAFEC) par le président du parti, Jean Ladislas Umba Lungage, pour usurpation de pouvoir et prise de position contraire aux options fondamentales du parti. 